# Šarlota Đuranović
Šarlota Đuranović (Tuzla, 20. ožujka 1920. – Zagreb, 16. lipnja 1989.), hrvatska autorica udžbenika povijesti.

## Životopis
Rodila se u Tuzli 1920. godine. Gimnaziju pohađala u Zagrebu koju je završila 1939. godine. U Zagrebu na Filozofskom fakultetu studirala nacionalnu povijest i filozofiju. Diplomirala 1950. godine. Predavala povijest po zagrebačkim gimnazijama. Uređivala povijesna izdanja u Školskoj knjizi od 1958. godine sve do odlaska u mirovinu. Umirovila se 1970. godine. Pisala školske udžbenike i priručnike iz povijesti.